# Daniel Palencia Caballero
Daniel Palencia Caballero (Errenteria, Guipúzcoa, España, 3 de enero de 1992) es un árbitro de fútbol español adscrito al CTA del País Vasco. Desde la temporada 2024‑25 milita en la Segunda División (LaLiga Hypermotion).

## Trayectoria
Formado en el comité vasco, debutó en la extinta Segunda División B en la temporada 2016‑17. Tras cinco campañas en la categoría de bronce, dirigió en Primera Federación entre 2021 y 2024. En la temporada 2024‑25 se estrenó en el fútbol profesional, arbitrando 21 partidos de Segunda División en su primer curso, según BDFutbol.
Para la campaña 2025‑26 fue designado para el debut del Deportivo en LaLiga Hypermotion ante el Granada CF.

## Temporadas
| Categoría          | País   | Años          | Partidos |
| ------------------ | ------ | ------------- | -------- |
| Segunda División B | España | 2016–2021     | 60       |
| Primera Federación | España | 2021–2024     | 38       |
| Segunda División   | España | 2024–presente | 21       |

Datos de partidos por categoría según BDFutbol (actualizado a 17/08/2025).